# El hòbbit: Un viatge inesperat
El hòbbit: un viatge inesperat (títol original en anglès, The Hobbit: An Unexpected Journey) és una pel·lícula de fantasia èpica de 2012 dirigida per Peter Jackson. La cinta és la primera d'una trilogia cinematogràfica basada en la novel·la El hòbbit de J. R. R. Tolkien: Bilbo Saquet (Martin Freeman) acompanya el mag Gàndalf (Ian McKellen) i un equip de tretze nans, liderats pel llegendari guerrer Thorin, a la recerca d'un tresor perdut.

## Argument
El hòbbit Bilbo Saquet està punt de fer 111 anys, i decideix escriure per al seu nebot Frodo la narració completa sobre el viatge inesperat en el qual es va embarcar fa seixanta anys. Comença narrant la història del regne nan d'Èrebor, sota la Muntanya Solitària, d'on els nans extreien metalls preciosos sota el regnat de Thror, el rei sota la muntanya. No obstant això, aquelles riqueses van despertar la cobdícia d'Smaug, el drac més gran entre els dracs del nord, i va atacar Èrebor i la ciutat de Dale. En va expulsar els i es va apoderar del seu gran tresor. Des de llavors, els nans d'Èrebor es van convertir en un poble nòmada i van vagar per moltes terres, però mai no es van oblidar l'atac d'Smaug ni del regne que els pertanyia. Després d'explicar la història d'Èrebor, en Bilbo passa a relatar les seves aventures, iniciades anys enrere, quan, en un bon matí mentre fumava davant del seu cau, es troba amb el màgic Gàndalf. En Gàndalf cerca algú per emprendre una aveuntura, però en Bilbo s'hi nega rotundament, ja que detesta les aventures com tots els hòbbits de la Comarca.
L'endemà a la tarda, en Bilbo gairebé ja no recordava la cita amb en Gàndalf quan sent que truquen a la porta i amb perplexitat, veu com diversos nans es presenten a casa seva. Finalment, s'hi presenta en Gàndalf amb un nan que sembla de més alt rang que la resta, es tracta d'en Thorin Escut-de-roure, net de Thror, l'últim Rei Sota la Muntanya i hereu de la corona. Thorin i els dotze nans, han vingut a casa d'en Bilbo a la recerca del saquejador de tresors que els va recomanar en Gàndalf, ja que volen viatjar fins a la Muntanya Solitària per reconquerir el vell tresor que va els usurpar l'Smaug. En Bilbo amb prou feines és capaç de mantenir-se dret després de sentir que volen que els acompanti en una aventura, i fuig a la seva habitació a dormir no gaire després que els nans li expliquin el pla. En Bilbo es desperta el matí següent i troba el contracte que va rebutjar signat la nit anterior.Sense saber ell mateix el que fa, un estrany sentiment aventurer l'incita a sortir del seu cau i córrer precipitadament a reunir-se amb la companyia de Thorin. Quan els troba, descobreix que la majoria dels nans no pensaven que s'atrevís a acompanyar-los i havien fet una aposta que guanyen en Balin i en Gàndalf, ja que tots dos confiaven en el hòbbit.
El primer problema sorgeix travessant el Bosc dels Ogres, on els tretze nans són atrapats pels ogres Bert, Ton i Guillem. En Bilbo, encara que tremolava de cap a peus, aconsegueix entretenir-los prou fins a l'alba, moment en el qual en Gàndalf els exposa a la llum del sol i els ogres es converteixen en pedra. No gaire lluny troben el cau dels tres ogres, on en Gàndalf agafa la Glàmdring, una espasa que havien robat els ogres; i lliura una petita daga a en Bilbo (a qui anomenarà Fibló més endavant), que brilla quan hi ha orcs a prop. Per la seva banda, en Thorin agafa l'Òrcrist. Prop del gual del Bruinen, el grup es troba amb Ràdagast el Bru, un màgic de l'ordre dels Istari com en Gàndalf. En Ràdagast li explica a en Gàndalf temorosament que al Gran Bosc Verd on viu, el mal hi està tornant per culpa d'un misteriós nigromàntic que s'ha instal·lat en Dol Guldur. Aquesta era una antiga fortalesa que pertanyia a Mórdor, ara en ruïnes, construïda abans de la segona derrota del Senyor Fosc. En aquest mateix moment, un grup d'orcs a sobre de wargs ataca al grup, que aconsegueix escapar-se'n i arriben a la vall secreta de Rivendell gràcies al fet que Radagast els distreu i un grup d'elfs apareix de cop i volta.
A Rivendell, Élrond, el senyor dels elfs, acull a la companyia de Thorin, encara que els nans no s'hi troben gaire a gust, ja que en el passat, el rei Thrànduil (dels elfs del Bosc Negre) no els va ajudar quan va caure el regne d'Èrebor davant del drac Smaug. Galàdriel (dama de Lórien), i Sàruman el Blanc (líder dels màgics istari) també es troben a Rivendell, ja que s'han assabentat del mal que ha sorgit en el Bosc Negre. Així doncs, a Rivendell té lloc el Consell Blanc entre Élrond, Galàdriel, Gàndalf i Sàruman. En Gàndalf sospita que el Nigromàntic és en Sàuron, ja que no va ser destruït del tot a causa de la pèrdua de l'Anell únic per part d'Isíldur. No obstant això, l'opinió d'en Sàruman preval, i opina que l'Anell Únic s'ha perdut per sempre baixant del riu Anduin al mar, afegint que el Nigromàntic és segurament el rei bruixot amb una nova ofensiva. Mentrestant, a Àmon Sûl, els orcs que havien atacat Thorin i companyia al gual del riu Bruinen avisen al seu senyor Azog que el nan Thorin Escut-de-roure és viu. Alguns segles abans, Thorin havia ferit seriosament Azog, a la batalla d'Azanulbizar davant de les mines de Mòria, i Azog va jurar venjar-se'nl. A Rivendell, en Thorin, en Bilbo i els dotze nans parteixen de nou mentre en Gàndalf continua al Consell. Per continuar el viatge han de creuar les perilloses Muntanyes Boiroses, en les quals un dia de tempesta presencien un impressionant combat entre gegants de pedra. Per refugiar-se'n, s'aixopluguen en una cova. En Bilbo, després de veure els perills de les muntanyes, creu que ja vist massa i es disposa a tornarse'n a casa mentre els nans dormen. Tanmateix, en Bofur el descobreix, i com que hi confia, en Bilbo decideix quedar-se. No obstant això, en Thorin opina que a en Bilbo no li interessa l'expedició i que no serà més que una molèstia.
En aquest moment, una esquerda s'obre a la cova i multitud de gòblins surten i capturen al grup, ja que la cova era una de les moltes entrades d'un sistema de túnels de goblin. El grup és conduït davant Gran Goblin, que els acusa de voler-li robar i ordena matar-los. En aquest moment, Gandalf apareix i acaba amb el líder i alguns gòblins més. En Thorin, en Gàndalf i els nans fugen precipitadament, però en Bilbo s'entrebanca i se separa del grup. Cau en una cova al terra de la qual troba un anell misteriós. En Bilbo el guarda sense fer-hi cas i arriba a un llac subterrani, on en Gòl·lum, una vella criatura famolenca que parla sol, li proposa jugar a les endevinalles. Si en Bilbo guanya, en Gòl·lum li mostrarà la sortida dels túnels, però si el guanyador fos en Gòl·lum, es menjaria al hòbbit. Els dos van formulant endevinalles i finalment Bilbo, nerviós juga amb l'Anell que guarda en la butxaca, preguntant-se a ell mateix «Què tinc en la butxaca?». En Gòl·lum ho interpreta com una endevinalla, i després de no encertar-la, es disposa a fer servir un anell màgic que fa invisible a qui se'l posa en el dit, per matar en Bilbo per sorpresa. Com que no el troba, en Gòl·lum, molt alterat, descobreix que en Bilbo té el seu anell, que debia haver-li caigut quan caçava un goblin. En Gòl·lum es disposa a matar en Bilbo, però aquest aconsegueix veure-ho des de lluny i, casualment, en ficar una mà la butxaca, l'anell li llisca al dit i Bilbo descobreix que l'objecte el fa invisible. En Bilbo aprofita aquest poder per seguir a Gòl·lum i buscar la sortida. Arriba un punt que se sent temptat de degollar en Gòl·lum amb l'espasa, però un sentiment compassiu fa que se n'apiadi.
En Bilbo es reuneix novament amb el grup d'en Thorin, però no els explica res sobre l'anell. Després d'una persecució per la ciutat subterrània dels gòblincs, la companyia d'en Thorin, en Gàndalf i en Bilbo surten a l'exterior per caure a les terres d'una manada de wargs, uns llops gegants, que es posa a perseguir-los immediatament. Els quinze membres s'enfilen a dalt d'un avet situat al costat d'un barranc per protegir-se dels wargs quan descobreixen que el grup estava capitanejada per l'orc Azog, que anava a la recerca de Thorin. Per sort, un grup d'àguiles gegants, amigues d'en Ràdagast, baixa de dalt de les muntanyes i recullen els membres de la companyia d'en Thorin, els porta a un lloc segur que mira a l'est, sobre el riu Gran i el Bosc Negre, albirant-se, ben lluny, la Muntanya Solitària. El grup està ja a les Terres Salvatges, i Thorin, que estava inconscient per la caiguda, es reanima i demana perdó a en Bilbo per la seva desconfiança, ple de gratitud cap al hòbbit per haver-ho salvat. Mentre els viatgers contemplen la seva destinació, un tord aixeca el vol i arriba a la Muntanya Solitària, on captura un caragol i el copeja contra una pedra per engolir-ho. El ressò dels cops ressona a l'interior de la muntanya, on el drac Smaug es desperta.

## High Frame Rate
Peter Jackson va confirmar, el 12 d'abril del 2011, mitjançant la seva pàgina de Facebook, que els rumors sobre el rodatge de les pel·lícules d'El Hòbbit a 48 fotogrames per segon (fps) eren certs. El director va justificar aquesta decisió en el mateix missatge argumentant que el High Frame Rate (HFR) presenta diversos avantatges respecte els 24fps tradicionals. En primer lloc, evita el motion blur que es produeix amb el nombre de fotogrames tradicional quan es donen moviments ràpids de càmera. A més, segons el director, rodant la pel·lícula a 48fps les imatges semblen molt més realistes. Els 48 fotogrames per segon també van ajudar el rodatge en 3D, ja que amb aquest nombre de fotogrames, segons Peter Jackson, l'espectador no es mareja mirant dues hores de pel·lícula.
Aquesta decisió va causar polèmica per dues raons: la primera crítica que es dirigia a Peter Jackson, provinent sobretot dels puristes del cinema, va ser que no rodés de la manera tradicional des de la institucionalització del cinema, és a dir, a 24 fotogrames per segon. L'altra crítica que va rebre va ser per la dificultat que això suposava a l'hora de projectar la pel·lícula a les sales de cinema, ja que la majoria no estaven preparades per projectar imatges a 48fps. En el moment de prendre la decisió de rodar utilitzant aquesta tecnologia, la Warner Bros preveia que per l'estrena de la pel·lícula hi hauria al món "desenes de milers" de sales de cinema preparades per projectar a 48fps, però la realitat va ser que el 2012, a l'estrena de la pel·lícula, només n'hi havia 400 a tot Estats Units i 500 a la resta del món. La majoria de sales de cinema van acabar projectant la pel·lícula seguint la manera tradicional, 24fps.

## La gravació en 3D
Després del gran auge que va tenir el 3D als cinemes, (aproximadament a l’any 2009, quan va estrenar-se Avatar) aquest va entrar en declivi a mitjans de la dècada, degut a que el públic es va desinteressar i perquè els objectius feien que les imatges es vegiessin més fosques i difuminades.
Aquest “fracàs” va fer reflexionar sobre els nous models de Cinema i s'estan buscant altres innovacions per tal de millorar les experiències audiovisuals i atraure públic. Actualment, una de les noves “revolucions” o alternatives és el sistema High Frame Rate (HFR).
La producció de El hòbbit: un viatge inesperat va aconseguir adaptar el funcionament 3D a través de la tecnologia i sistema HFR.
Es van ajuntar dues càmeres que filmaven dins d’un mirall, en un aparell dissenyat per la companyia 3ality.
Un dels ulls filmava a través del mirall, i l’altre rebotava contra aquest, fent que les dos imatges es sobreposessin i trobessin el punt de convergència; el pla de la pantalla.
Com bé explica Sean Kelly (esterògraf principal); el 3D es forma en 2 llocs: L'espai positiu i l'espai negatiu. El positiu és el que es veu “darrere” de la pantalla, mentre que l'espai negatiu és el que sobresurt d’aquesta i va cap al públic.
Amb la maquinària, es podien separar l’intraocular i la convergència i, per tant, mentre l'equip gravava la pel·lícula, podien veure en una pantalla 2D la separació amb l’ull dret i l’ull esquerre sobreposats. En poques paraules, l'equip de realització va estar veient la pel·lícula 3D mentre la filmaven.
Tal com el mateix director del film (Peter Jackson) afirma, gravar en 3D és gran i incòmode. Tot i així, Jackson va dir que no volia canviar l'estil de filmació degut al 3D, per tant el que es va fer fou utilitzar sistemes de càmeres diferents per a diferents propòsits, com si gravessin en 2D.
Durant el rodatge en 3D es van utilitzar un total de 48 càmeres subministrades per RED EPIC: 4 càmeres foren per la Unitat Principal i 4 més per la segona. Des de Càmeres grúa, TS5 manuals (la més utilitzada, deguda a la seva mida i lleugeresa), Steadycams, … Entre d'altres.

### La gravació 3D i la incidència als colors
Una de les principals inconveniències que va presentar rodar en 3D fou que la càmera es "menjava" el color de la imatge, deteriorant aquest.
Com a conseqüència, els escenògrafs van haver de repintar els sets de nou amb molta més quantitat de color i saturació, així com la predominància dels colors vius. Tanmateix el color es va veure afectat a la roba i maquillatge dels personatges, per tant es van haver de fer tonalitats de pell més vermelloses (per evitar que es veiessin grogues), fer robes agradables a la vista i fins i tot dissenyar barbes i perruques especials perquè fossin més realistes. (Al gravar a una definició tan bona i en 3D, s'havien de tenir en compte tots aquests aspectes i detalls).

### El 3D i els dibuixos artístics
Durant la realització del film, es van fer 2 dibuixos idèntics de les escenes, però cada un de diferent color; vermell i blau.

## Repartiment
- Martin Freeman com Bilbo Saquet
- Ian McKellen com Gàndalf
- Richard Armitage com Thorin
- Ken Stott com Balin
- Graham McTavish com Dwalin
- William Kircher com Bifur / Troll Tom
- James Nesbitt com Bofur
- Stephen Hunter com Bombur
- Dean O'Gorman com Fili
- Aidan Turner com Kili
- John Callen com Oin
- Peter Hambleton com Glóin / Troll William
- Jed Brophy com Nori
- Mark Hadlow com Dori / Troll Bert
- Adam Brown com Ori
- Ian Holm com el vell Bilbo Saquet
- Elijah Wood com Frodo Saquet
- Hugo Weaving com Élrond
- Cate Blanchett com Galàdriel
- Christopher Lee com Saruman
- Andy Serkis com Gòl·lum
- Sylvester McCoy com Radagast

## Premis i nominacions

### Nominacions
- 2013. Oscar al millor maquillatge i perruqueria per Peter King, Rick Findlater i Tami Lane
- 2013. Oscar a la millor direcció artística per Ra Vincent, Simon Bright i Dan Hennah
- 2013. Oscar als millors efectes visuals per Joe Letteri, Eric Saindon, David Clayton i R. Christopher White
- 2013. BAFTA al millor maquillatge i perruqueria per Peter King, Richard Taylor i Rick Findlater
- 2013. BAFTA al millor so per Brent Burge, Michael Semanick, Tony Johnson, Michael Hedges, Christopher Boyes i Chris Ward
- 2013. BAFTA als millors efectes visuals per Joe Letteri, Eric Saindon, David Clayton i R. Christopher White